# Gamepark Holdings
Gamepark är ett sydkoreanskt företag som producerar spelkonsoler, grundat 1996.  Gamepark gick i konkurs mars 2007.
Företaget lanserade i november 2001 en handhållen spelkonsol med namnet GamePark 32 2001, som påminner mycket om  Game Boy Advance från Nintendo. Den hade en liten framgång i Korea och i Europa. Den kom aldrig till Nordamerika. Senare tillkom också GP32 FLU och GP32 BLU. Till skillnad från Nintendos konsoler kan en Game Park användas för andra syften än bara spel, till exempel film och musik, det finns också ett stort stöd för så kallade homebrew mjukvara. 2006 gick Gamepark ut med GamePark 32 uppföljare XGP. Senare kom också XGP-Mini och XGP-Kids, dessa konsoler lanserades aldrig.

## Gamepark Holdings
2005 bröt sig en grupp av anställda sig loss från företaget och bildade Gamepark Holdings, då det rådde delade meningar om hur Gameparks nästa konsol skulle vara. De producerade och utgav konsolerna GP2X i november 2005 och GP2X Wiz i november 2008. De blev relativt lyckade.